# جایزه‌ها و افتخارات علی کریمی

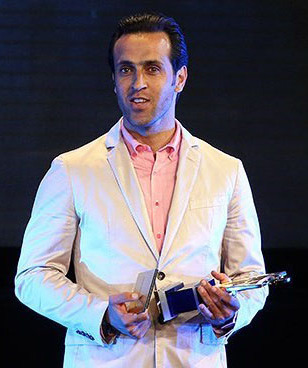
کریمی در سال ۱۳۹۴

علی کریمی، بازیکن سابق فوتبال اهل ایران، افتخارات و دستاوردهایی‌ در طول دوران فوتبال حرفه‌ای خود کسب کرده‌است. کریمی در سال ۲۰۱۷ از سوی کنفدراسیون فوتبال آسیا به عنوان «یکی از نمادهای تاریخ فوتبال آسیا» شناخته شد.او در ویدیو معرفی تیم ملی فوتبال ایران در جام جهانی ۲۰۱۸ نیز، از سوی فیفا به عنوان «یکی از دو بازیکن برتر تاریخ فوتبال ایران»، معرفی شد.
کسب عنوان آقای گلی جام ملت‌های آسیا ۲۰۰۴ حضور در تیم منتخب ۱۱ نفره این رقابت‌ها و همچنین کسب جایزه بازیکن  فوتبال سال آسیا (۲۰۰۴)؛ از جمله افتخارات فردی علی کریمی در رده ملی به‌شمار می‌روند. کریمی ۸ سال بعد نیز، عنوان دوم بازیکن فوتبال سال آسیا (۲۰۱۲) را به‌دست‌آورد. او در سال ۲۰۱۸ نیز با کسب «۹۱٪ آراء» مخاطبان وب‌سایت کنفدراسیون فوتبال آسیا، به عنوان بهترین هافبک تاریخ جام ملت‌های آسیا انتخاب شد.
دست‌یابی به عنوان بهترین بازیکن مسابقات فوتبال غرب آسیا ۲۰۰۰؛بهترین بازیکن جام آسیا-اقیانوسیه ۲۰۰۳ و شناخته شدن به عنوان یکی از بهترین دریبل‌زنان جهان در سال ۲۰۰۶،از دیگر دست‌آوردهای فردی علی کریمی در رده ملی به‌شمار می‌روند.
کسب عنوان بهترین بازیکن خارجی و بهترین بازیکن لیگ امارات به ترتیب در فصل ۲۰۰۳–۲۰۰۲ و ۲۰۰۴–۲۰۰۳ و همچنین آقای گلی لیگ امارات در فصل ۲۰۰۴–۲۰۰۳؛ شناخته شدن به عنوان «گل‌زن‌ترین هافبک» نهمین‏ و یازدهمین دوره لیگ برتر فوتبال ایران و قرار گرفتن در تیم منتخب بازیکنانی که بین سال‌های ۱۹۹۸ تا ۲۰۱۷، به صورت «آزاد» به بایرن مونیخ پیوسته‌اند، و «عملکرد موفقی» در این تیم داشته‌اند (به انتخاب ترنسفرمارکت)‏ از دیگر افتخارات فردی کریمی در رده باشگاهی به‌شمار می‌روند.
زدن «هشت گل» به تیم‌های ملی اروپایی و پیروزی ایران برای نخستین بار در طول تاریخ در خاک یک کشور اروپایی؛ با هت‌تریک کریمی مقابل اسلواکی (اسلواکی ۳ – ایران ۴ [مرداد ۱۳۸۰])‏ از مهم‌ترین رکوردهای علی کریمی، در رده ملی به‌شمار می‌روند.

## افتخارات فردی
- بازیکن فوتبال سال آسیا:[پانویس ۱]
  - ۲۰۰۴ (نفر اول)[۱]‏[۱۵]۲۰۱۲ (نفر دوم)[۳]۲۰۰۱ (بین ۵ نفر)[۱۶]
- بازیکن فوتبال ماه آسیا: (۳ بار)
  - ژوئن ۲۰۰۰،[۱۷]اکتبر ۲۰۰۱،[۱۸]اکتبر ۲۰۰۳[۱۹]
- بهترین بازیکن مسابقات فوتبال غرب آسیا: ۲۰۰۰[۵]
- بهترین بازیکن خارجی لیگ امارات: ۰۳–۲۰۰۲[۱۹]‏[۷]
- بهترین بازیکن لیگ امارات: ۰۴–۲۰۰۳[۲۰]‏[۷]
- آقای گل لیگ امارات: ۰۴–۲۰۰۳[۱]‏[۲۱]‏[۷]
- بهترین بازیکن خارجی تاریخ لیگ امارات: (نظرسنجی روزنامه البیان امارات: ۲۰۲۰)[۲۲]‏[۷]
- بهترین بازیکن جام بین قاره‌ای آسیا-اقیانوسیه: ۲۰۰۳[۲۳]‏[۲۴]
- آقای گل جام ملت‌های آسیا: ۲۰۰۴[۱]‏[۲۵]‏[۲۶]
- عضو تیم منتخب جام ملت‌های آسیا: ۲۰۰۴[۲۷]
- نامزد بهترین دریبل‌زن جهان: ۲۰۰۶[۶]‏[پانویس ۲]
- دعوت به تیم ستارگان جهان ۲۰۰۹[۲۸]‏[پانویس ۳]
- گلزن‌ترین هافبک لیگ برتر: (۲ بار)
  - ۱۴ گل – (نهمین دوره لیگ برتر) ۸۹–۱۳۸۸[۸]‏[۹]
  - ۱۲ گل – (یازدهمین دوره لیگ برتر) ۹۱–۱۳۹۰[۱۰]
- قرار گرفتن در کتاب پنجاه شخصیت فوتبال جهان ۲۰۱۱:[۲۹]‏[پانویس ۴]
- یکی از ۲ بازیکن برتر تاریخ ایران به انتخاب فیفا (ویدیو معرفی تیم ملی فوتبال ایران، در مسابقات جام جهانی ۲۰۱۸)[۲]
- بهترین هافبک تاریخ جام ملت‌های آسیا (نظرسنجی AFC)‏[۳۰]‏[۳۱]‏[۴]
- عضو تیم منتخب تاریخ جام ملت‌های آسیا (نظرسنجی AFC)‏[۳۲]
- بهترین بازیکن تاریخ ایران (نظرسنجی سایت روزنامه مارکا اسپانیا)[۳۳]
- قرار گرفتن در تیم منتخب بازیکنانی که به صورت «آزاد»، به بایرن مونیخ پیوستند و «عملکرد موفقی» در این تیم داشتند؛ به انتخاب سایت ترنسفرمارکت (transfermarkt‏)[۱۱]‏[۱۲]‏[پانویس ۵]

علی کریمی در تیم منتخب بازیکنانی که به صورت «آزاد» به بایرن مونیخ پیوستند (۲۰۱۷–۱۹۹۸)، و «عملکرد موفقی» در این تیم داشتند. به انتخاب ترنسفرمارکت (transfermarkt‏) / ترکیب ۱–۳–۲–۴

- قرار گرفتن در لیست ۱۰۰ چهره برتر بایرن مونیخ، به انتخاب روزنامه Tageszeitung چاپ مونیخ[۳۴]‏[۳۵]
- قرار گرفتن در فهرست ۵ بازیکن برتر تاریخ ایران، در مسابقات بوندس‌لیگا به انتخاب سایت Fox Sports‏[۳۶]‏[۳۷]

## افتخارات باشگاهی

### رده پایه
نفت تهران
- مسابقات نوجوانان تهران: نایب قهرمان[۳۸]‏[۳۹]

فتح تهران
- مسابقات امیدهای تهران: قهرمان[۳۸]‏[۳۹]

### رده بزرگسالان

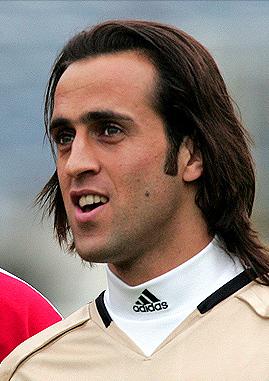
علی کریمی در «۴۲» بازی رسمی برای بایرن مونیخ به میدان رفت و یک فصل قرارداد او با این تیم تمدید شد

پرسپولیس

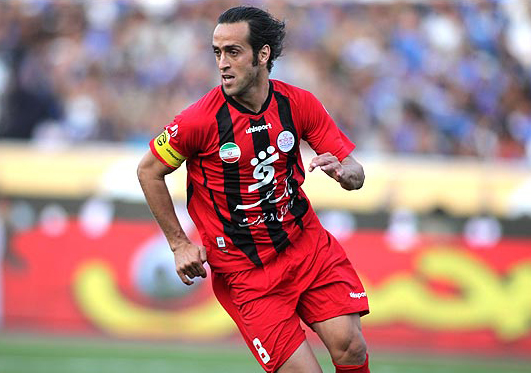
علی کریمی در «۱۴۱» بازی رسمی برای پرسپولیس، «۳۸» گل به ثمر رساند و «۷۰» بار، بازوبند کاپیتانی این تیم را بر بازو بست

- لیگ ایران: قهرمان (۲ بار): ۷۸–۱۳۷۷، ۷۹–۱۳۷۸، نایب‌قهرمان ۸۰–۱۳۷۹[۴۰]
- جام حذفی: قهرمان ۷۸–۱۳۷۷[۴۰]
- جام باشگاه‌های آسیا: مقام سوم (۲ بار):
  - ۲۰۰۰–۱۹۹۹[۱]‏[۴۰]
  - ۰۱–۲۰۰۰[۴۰]‏[۴۱]

الاهلی
- لیگ برتر: نایب قهرمان ۰۴–۲۰۰۳
- جام حذفی: قهرمان (۲ بار[۱]) ۰۲–۲۰۰۱،[۳۸]‏[۴۲]‏۰۴–۲۰۰۳[۳۸]‏[۲۰]

بایرن مونیخ
- بوندس‌لیگا: قهرمان ۰۶–۲۰۰۵
- جام حذفی: قهرمان ۰۶–۲۰۰۵
- لیگا پوکال: نایب‌قهرمان ۰۷–۲۰۰۶

شالکه
- جام حذفی: قهرمان ۱۱–۲۰۱۰

تراکتورسازی
- جام حذفی: قهرمان ۹۳–۱۳۹۲

## افتخارات ملی
- بازی‌های آسیایی: قهرمان ۱۹۹۸[۲۳]‏[۱]‏
- جام ملت‌های آسیا: مقام سوم ۲۰۰۴[۲۳]‏[۲۶]
- جام فوتبال غرب آسیا: قهرمان (۲ بار): ۲۰۰۰، ۲۰۰۴[۲۳]
- جام بین قاره‌ای آسیا-اقیانوسیه: قهرمان ۲۰۰۳[۲۳]

## رکوردها
- بهترین گلزن تاریخ فوتبال ایران در مقابل تیم‌های ملی اروپایی (۸ گل)

کریمی با زدن ۸ گل، سردار آزمون با ۶ گل و علی دایی با ۵ گل؛ برترین گلزنان تاریخ فوتبال ایران، در مقابل تیم‌های ملی اروپایی به‌شمار می‌روند.

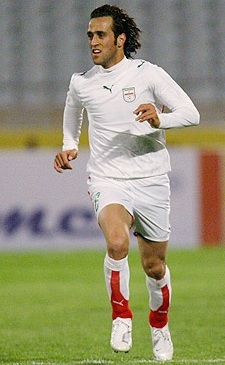
«۸» گل کریمی به تیم‌های ملی اروپایی شامل؛ ۵ گل به اسلواکی، ۱ گل به آذربایجان، ۱ گل به بوسنی و ۱ گل به کرواسی می‌باشد

- اولین بازیکن تاریخ فوتبال ایران با هت‌تریک در مقابل یک تیم ملی اروپایی

کریمی با هت تریک مقابل تیم ملی اسلواکی در مرداد ۱۳۸۰، نخستین بازیکن ایرانی شناخته شد که در مقابل یک تیم اروپایی هت‌تریک کرده‌است. پس از کریمی؛ سردار آزمون در خرداد ۱۳۹۵ موفق به زدن سه گل در مقابل تیم اروپایی مقدونیه شد.‏
- اولین بازی، اولین گل در لیگ قهرمانان اروپا

کریمی سال ۲۰۰۵، در اولین بازی خود برای بایرن مونیخ در مسابقات لیگ قهرمانان اروپا، مقابل راپیدوین گلزنی کرد، تا نخستین لژیونر تاریخ فوتبال ایران شناخته شود، که با اولین بازی در لیگ قهرمانان اروپا گلزنی کرده‌است.
- کمترین زمان برای قرار گرفتن در تیم منتخب هفته لیگ اروپایی (بوندس‌لیگا)

کریمی سال ۲۰۰۵، در دومین هفته از مسابقات بوندسلیگا، با زدن ۱ گل و ارسال ۱ پاس گل مقابل باشگاه فوتبال بایر ۰۴ لورکوزن|بایرلورکوزن، در تیم منتخب هفته بوندسلیگا از سوی مجله کیکر آلمان قرار گرفت.
- اولین برد تاریخ فوتبال ایران در خاک یک کشور اروپایی با هت تریک مقابل اسلواکی

کریمی با زدن ۳ گل مقابل اسلواکی در مرداد سال ۱۳۸۰، پایه‌گذار اولین برد تاریخ فوتبال ایران در خاک یک کشور اروپایی شد. (ایران ۴ – اسلواکی ۳)‏
- اولین برد تاریخ فوتبال ایران در خاک کره شمالی

کریمی با زدن ۲ گل مقابل کره شمالی، در مرحله انتخابی جام ملت‌های آسیا ۲۰۰۴ (آبان ۱۳۸۲)، پایه‌گذار اولین برد تاریخ فوتبال ایران در خاک کره شمالی شد. (ایران ۳ – کره شمالی ۱)
- گلزن‌ترین هافبک تاریخ پرسپولیس در رقابت‌ها آسیایی (۱۰ گل)

کریمی با زدن ۱۰ گل برای پرسپولیس، گلزن‌ترین هافبک تاریخ این تیم در مسابقات باشگاهی آسیا (جام باشگاه‌های آسیا و لیگ قهرمانان آسیا) شناخته می‌شود.

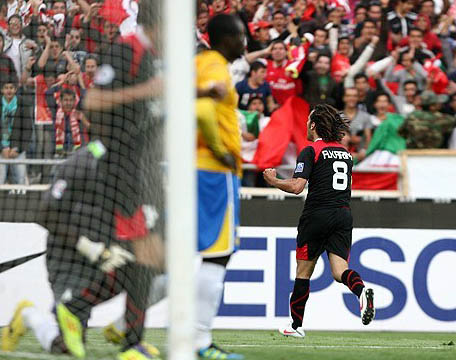
دهمین گل کریمی برای پرسپولیس در مسابقات آسیایی (جام باشگاه‌های آسیا و لیگ قهرمانان آسیا)/ پرسپولیس ۱ - الغرافه قطر ۱ / فروردین ۱۳۹۱

## نظرسنجی‌ها

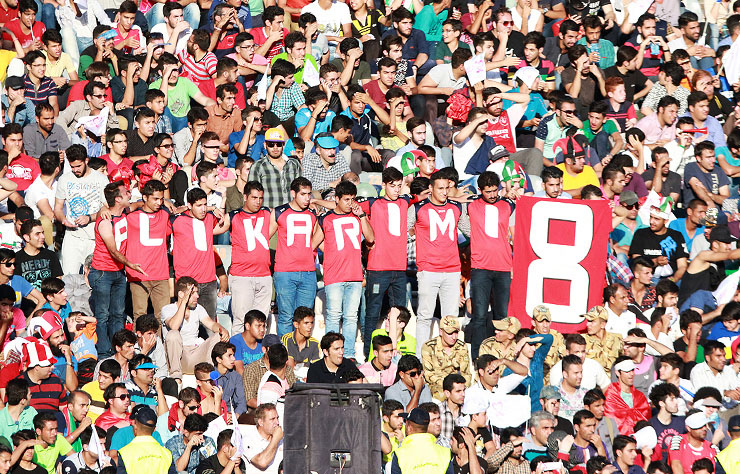
حمایت از علی کریمی در بازی ستارگان ایران و ستارگان جهان - شهریور ۱۳۹۴

- محبوب‌ترین بازیکن دو دهه «پرسپولیس» (دهه ۷۰ و پس از آن)

علی کریمی با کسب ۲۸ درصد آرا، بالاتر از احمدرضا عابدزاده (۲۱ درصد آرا)، علی دایی (۲۱ درصد آرا)، کریم باقری (۱۷ درصد آرا) و مهدی مهدوی‌کیا (۱۳ درصد آرا) در میان بیش از ۱٫۷۰۰٫۰۰۰ رای (نظرسنجی برنامه نود) به عنوان محبوب‌ترین بازیکن دو دهه (دهه ۷۰ و پس از آن) پرسپولیس انتخاب شد.
- محبوب‌ترین بازیکن دو دهه «ایران» (دهه ۷۰ و پس از آن)

علی کریمی با کسب ۵۲ درصد آرا، بالاتر از فرهاد مجیدی (۳۳ درصد آرا) و خداداد عزیزی (۱۵ درصد آرا) در میان بیش از ۲٫۷۷۷٫۰۰۰ رای (نظرسنجی برنامه نود) به عنوان محبوب‌ترین بازیکن دو دهه (دهه ۷۰ و پس از آن) فوتبال ایران انتخاب شد.
- تکنیکی‌ترین بازیکن سه دهه فوتبال ایران (دهه ۶۰ و پس از آن)

علی کریمی با کسب ۶۵ درصد آرا، بالاتر از خداداد عزیزی (۲۵ درصد)، مجید نامجو مطلق (۶ درصد) و ناصر محمدخانی (۴ درصد) در میان نزدیک به ۲ میلیون رای (نظرسنجی برنامه نود) به عنوان تکنیکی‌ترین بازیکن سه دهه اخیر فوتبال ایران انتخاب شد.‏
- بهترین هافبک هجومی پس از انقلاب

علی کریمی با کسب ۷۰٫۷ درصد آرا، بالاتر از مجتبی جباری (۱۲٫۴ درصد)، علیرضا منصوریان (۵٫۱ درصد آرا)، شاهرخ بیانی (۳٫۴ درصد آرا)، محرم نویدکیا (۲٫۷ درصد آرا)، امیر قلعه نویی (۲٫۵ درصد آرا)، مسعود شجاعی (۱٫۷ درصد آرا) و ایمان مبعلی (۱٫۵ درصد آرا) در میان ۱٫۵۵۷٫۰۰۰ رای (نظرسنجی برنامه نود) به عنوان بهترین هافبک هجومی پس از انقلاب فوتبال ایران انتخاب شد.

## نظر چهره‌های فوتبالی جهان در مورد علی کریمی

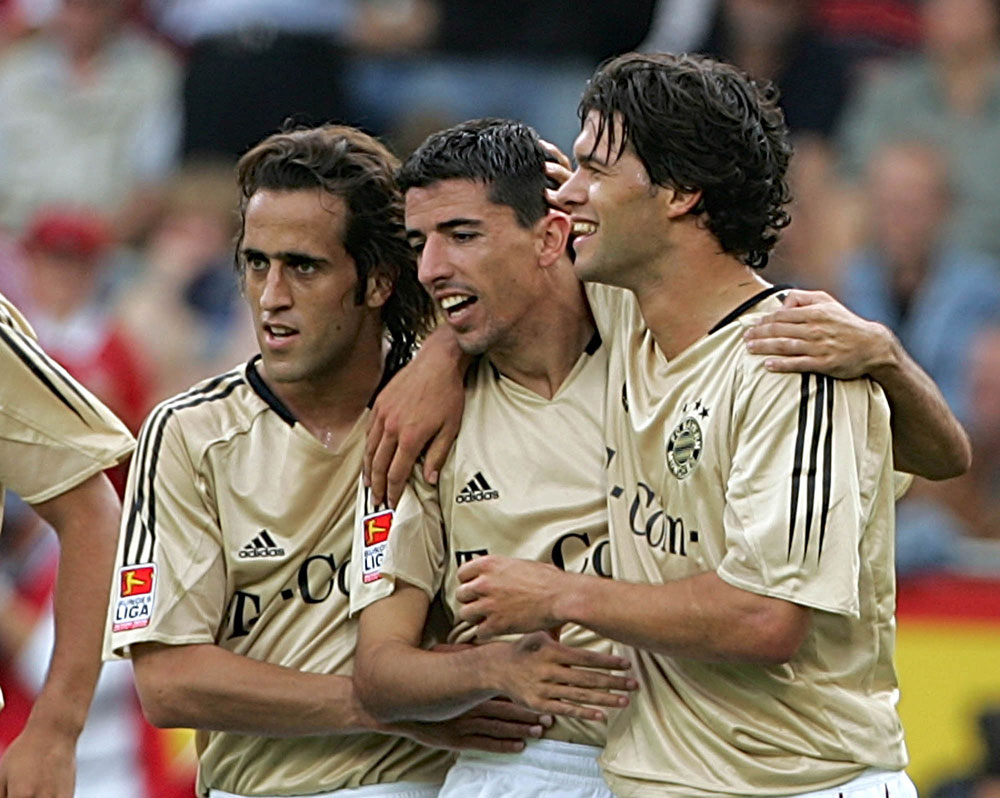
علی کریمی در کنار روی ماکای و میشائیل بالاک

- لوکاس پودولسکی: در فصل اول حضورم در بایرن مونیخ؛ این افتخار را داشتم تا در کنار این اسطوره، که بهترین بازیکن تاریخ ایران است، بازی کنم.[۵۰]‏[۵۱]
- میشائیل بالاک: علی کریمی بازیکن با کلاسی است.[۵۲] او سرعت خوبی دارد، در حالی که یک بازیکن تکنیکی محسوب می‌شود. کریمی توانایی‌های بالایی در پست‌های مختلف دارد.‏[۵۳]
- روی ماکای: کار علی کریمی با توپ باور نکردنی است.[۵۴]
- فرانتس بکن‌باوئر: علی کریمی یک بازیکن حرفه‌ای است. از اینکه در بایرن مونیخ حضور دارد خوشحال هستم.[۵۵]
- پائول برایتنر: علی کریمی همه مشخصات لازم برای بهترین بودن در فوتبال اروپا را داشت. تکنیک لازم، دید خوب، پیش‌بینی کردن بازی و ارسال پاس بدون نگاه به سمتی که می‌خواست پاس بدهد.
- فیلیکس ماگات: اگر علی کریمی از ابتدا در اروپا بازی می‌کرد بایرن مونیخ توانایی مالی برای خرید او را نداشت.[۵۶]
- فیلیپ لام: علی کریمی بازیکنی بسیار تکنیکی است که از تکنیکش به خوبی بهره می‌گیرد. اما از نظر روحیه و ایجاد انگیزه او بازیکن متفاوتی است. او گاهی از این حیث در اوج قرار می‌گیرد و گاهی هم برایش خیلی این موضوعات اهمیت ندارد.[۵۷]
- اوون هارگریوز: علی کریمی قابلیت‌های تکنیکی بالایی دارد.[۵۸]
- سباستین دایسلر: علی کریمی بازیکن بزرگ و لایقی است و استانداردهای لازم برای بازی در سطح اروپا را دارد. از اینکه نیمکت نشین او هستم ناراحت نیستم.[۵۹]
- ویلی سانیول: علی کریمی دریبل زن بی‌نظیری بود. او از آن دسته از انسان‌هاییست که با استعداد به دنیا می‌آیند.
- مهمت شول: علی کریمی یک فوتبالیست عالی است و یک بازیکن با اخلاق به‌شمار می‌رود.[۶۰]
- مارکوس هورویک: علی کریمی در بایرن مونیخ ما را شگفت‌زده کرد. هرگز فکر نمی‌کردیم که او این چنین بازی کند. عملکرد بازیکن ایرانی در رقابت‌های این فصل بوندس‌لیگا (۰۶−۲۰۰۵) عالی بوده‌است.[۶۱]
- حسن صالح حمید زیچ: بازی در کنار علی کریمی لذت بخش است.[۶۰]
- برانکو ایوانکوویچ: علی کریمی بهترین بازیکن ایرانی بود که با او کار کردم. استعداد کریمی و مسی برابر است.[۶۲] او اگر پاسپورت برزیلی داشت بهترین بازیکن دنیا می‌شد.[۶۳]

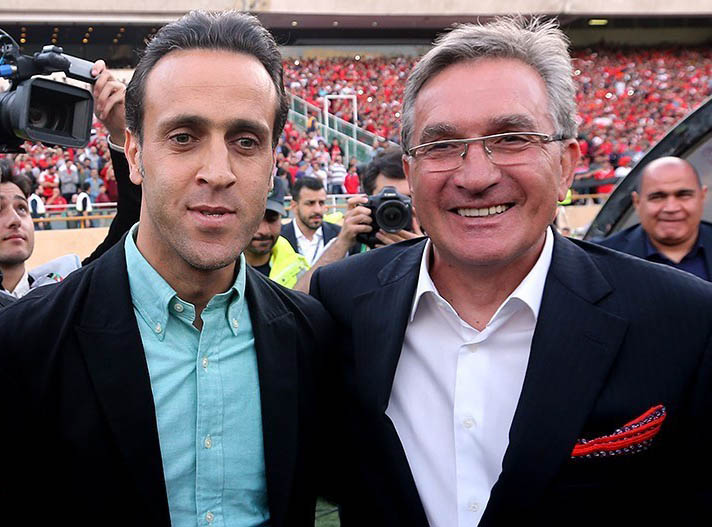
علی کریمی و برانکو ایوانکوویچ - اردیبهشت ۱۳۹۷

- میروسلاو بلاژویچ: علی کریمی استعداد و شرایطی را داشت که می‌توانست در رئال مادرید و بارسلونا بازی کند. او اگر ایرانی نبود در بارسلونا یا رئال مادرید بازی می‌کرد.[۶۴]
- ایلی بلاچی: علی کریمی به راحتی می‌تواند در بارسلونا یا هر تیم دیگر بزرگ اروپایی بازی کند. او اگر در رومانی بود، کاپیتان تیم ملی ما بود.[۶۵]
- زلاتکو کرانچار: علی کریمی بهترین بازیکن ایران است.
- نلو وینگادا: علی کریمی بازیکنی است که سطح فنی اش از دیگر بازیکنان بالاتر است و سخت می‌توان جانشینی برای او پیدا کرد.[۶۶]
- وینفرید شفر: علی کریمی من را به یاد مهمت شول می‌اندازد. اما او قوی‌تر از شول است، مهارت فوق‌العاده‌ای در دریبل‌زنی دارد. او می‌تواند در هرجای زمین چه هافبک و چه مهاجم بازی کند.[۶۷]
- تونی اولیویرا: علی کریمی برای فوتبال ایران و دنیا یک ستاره بود. من افتخار می‌کنم که مربی او بودم.[۶۸]‏[۶۹]

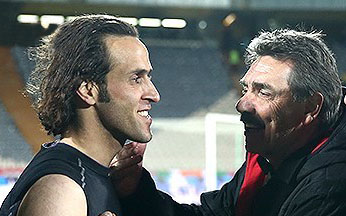
علی کریمی و تونی اولیویرا سرمربی تراکتورسازی / فروردین ۱۳۹۳

- پر مرته‌ساکر: علی کریمی در بازی دوستانه سال ۲۰۰۴ (ایران ۰ − آلمان ۲)، با تکنیکش ما را به سرگیجه انداخته بود.[۷۰]
- مصطفی دنیزلی: علی کریمی با بازیکنان دیگر فرق داشت. او همیشه از مغز خودش به بهترین شکل بهره می‌برد.[۷۱]
- بورا میلوتینوویچ: پیدا کردن بازیکنی مثل علی کریمی در دنیا سخت است.[۷۲]

## نظر چهره‌های فوتبالی آسیا در مورد علی کریمی
- شونسوکی ناکامورا: بازی تکنیکی علی کریمی تأثیر زیادی روی بازی من گذاشته‌است. کریمی بازیکن بزرگی است و افتخارات زیادی در آسیا دارد.[۷۳]‏[۷۴]
- لی کئون-هو: علی کریمی را همه فوتبال آسیا می‌شناسند. من از بچگی به بازی‌های او علاقه داشتم. کریمی الگوی فوتبالی من است.[۷۵]
- ژنگ ژی: حضور در کنار کریمی در مراسم برترین‌های آسیا (۲۰۱۲) برای من افتخار بزرگی است.[۷۶]
- احمد خلیل: وقتی بچه بودم آرزویم بود روزی مثل علی کریمی باشم و شانس این را داشته باشم تا در کنار او بازی کنم. اما سن و سال ما متفاوت بود و این اختلاف اجازه نداد من به آرزویم برسم. با اینحال باید بگویم که کریمی یک بازیکن دست نیافتنی و یکی از بهترین‌های تاریخ فوتبال آسیا است.[۷۷]
- عمر عبدالرحمن: علی کریمی را می‌شناسم و می‌دانم به او مارادونای آسیا می‌گفتند. مایه خوشحالی است که من را با او مقایسه می‌کنند. کریمی در امارات فوتبالیست شناخته شده‌ای است. او آنقدر خوب بود که در بایرن مونیخ هم بازی کرده‌است.[۷۸] کریمی الگوی فوتبالی من است.[۷۹]‏[۸۰]
- ناصر عبدالهادی: علی کریمی بهترین بازیکن تاریخ لیگ امارات است.[۸۱]
- سونیل چتری: در فوتبال آسیا بازیکنانی مثل علی کریمی و ناکاتا را بسیار دوست داشتم و از سبک بازی آنها الهام گرفته‌ام.[۸۲]
- هوار ملا محمد: علی کریمی را بهترین بازیکن ایران می‌دانم و معتقدم روی دست او بازیکن نیامده و لقب جادوگر واقعاً زیبنده او هست.[۸۳]
- نشأت اکرم: نمی‌توانیم هیچ بازیکنی را در ایران با علی کریمی مقایسه کرد.[۸۴]
- یونس محمود: علی کریمی در تیم ملی ایران، توانایی دریبل همه بازیکنان را داشت.[۸۵]

## مهم‌ترین بازی‌های باشگاهی

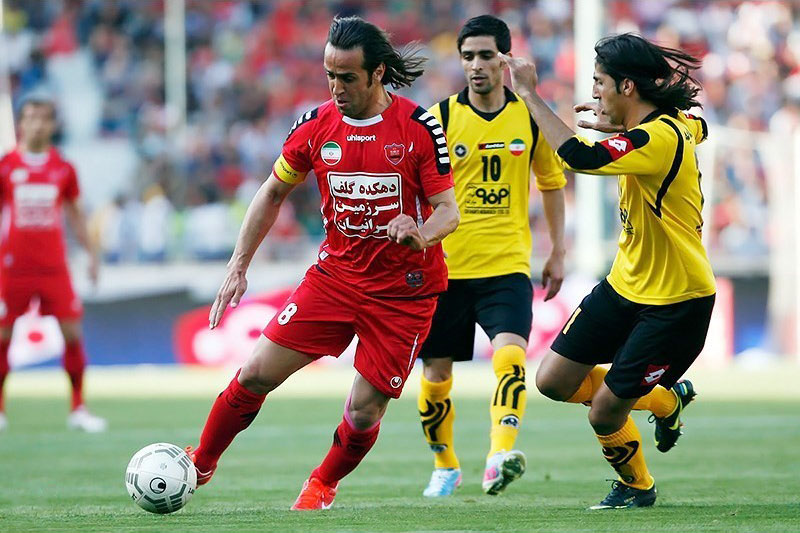
آخرین بازی علی کریمی در پرسپولیس / فینال جام حذفی / ۱۵ اردیبهشت ۱۳۹۲

- فتح ۷ - استقلال ۳ «فینال مسابقات فوتسال جام رمضان» بهمن ۱۳۷۶:

پس از زدن ۳ گل و ارسال یک پاس گل در این مسابقه، علی کریمی مورد توجه تیم‌های پرسپولیس و استقلال قرار گرفت و به پرسپولیس پیوست.
- پرسپولیس ۳ - پلی اکریل ۰ «لیگ آزادگان» شهریور ۱۳۷۷:

کریمی برای نخستین بار در هفته اول لیگ آزادگان برای پرسپولیس به میدان رفت.
- پرسپولیس ۱ - سایپا ۰ «لیگ آزادگان» مهر ۱۳۷۷:

با گذشت ۴ هفته از مسابقات لیگ، علی کریمی نخستین گل خود را برای پرسپولیس به ثمر رساند و یک روز بعد از سوی منصور پورحیدری به تیم ملی دعوت شد.
- پرسپولیس ۴ - تراکتورسازی ۲ «لیگ آزادگان» دی ۱۳۷۷:

با دریبل چند بازیکن تراکتورسازی، علی کریمی در این مسابقه یکی از گل‌های پرسپولیس را به ثمر رساند.
- پرسپولیس ۱ - سامسونگ کره جنوبی ۰ «رده‌بندی جام باشگاه‌های آسیا» اردیبهشت ۱۳۷۹:

در این مسابقه؛ پرسپولیس با گلزنی علی کریمی به عنوان سوم جام باشگاه‌های آسیا در فصل ۲۰۰۰–۱۹۹۹ دست پیدا کرد.‏
- پرسپولیس ۲ - فولاد خوزستان ۲ «لیگ آزادگان» خرداد ۱۳۷۹:

در این مسابقه علی کریمی هر دو گل پرسپولیس را به ثمر رساند، و برای دومین بار همراه این تیم، به قهرمانی لیگ دست پیدا کرد.
- پرسپولیس ۴ - الوکره قطر ۲ «مسابقات جام باشگاه‌های آسیا» شهریور ۱۳۷۹:

در این مسابقه علی کریمی با زدن ۲ گل و ارسال یک پاس گل، در پیروزی پرسپولیس مقابل این تیم قطری اثرگذار بود.
- پرسپولیس ۲ - استقلال ۲ «دربی ۴۹» دی ۱۳۷۹:

در این مسابقه علی کریمی با زدن یک گل و گرفتن یک پنالتی، در نتیجه این مسابقه اثرگذار بود.
- پرسپولیس ۲ - سایپا ۲ «لیگ آزادگان» دی ۱۳۷۹:

در این مسابقه علی کریمی با پای چپ؛ از میانه‌های میدان، دروازه غلامپور را باز کرد. کریمی یک پنالتی نیز گرفت که توسط بزیک از دست رفت.
- پرسپولیس ۳ - الهلال عربستان ۱ «جام باشگاه‌های آسیا» اسفند ۱۳۷۹:

در این مسابقه علی کریمی در حضور مسئولان اتلتیکو مادرید که برای خرید او به ایران آمده بودند، یک گل زد و یک پاس گل داد و به عنوان بهترین بازیکن زمین انتخاب شد.
- بایرن‌مونیخ ۵ - بایر لورکوزن ۲ «مسابقات بوندسلیگا ۰۶–۲۰۰۵» مرداد ۱۳۸۴:

با گذشت ۲ هفته از مسابقات بوندس‌لیگا؛ علی کریمی مقابل باشگاه فوتبال بایر ۰۴ لورکوزن|بایرلورکوزن یک گل زد و یک پاس گل داد، تا از سوی مجله کیکر در تیم منتخب هفته بوندس‌لیگا قرار بگیرد.
- بایرن مونیخ ۱ - آینتراخت فرانکفورت ۰ «مسابقات بوندسلیگا ۰۶–۲۰۰۵» مهر ۱۳۸۴:

با گذشت ۶ هفته از مسابقات بوندس‌لیگا؛ علی کریمی با ارسال یک پاس گل، زمینه‌ساز پیروزی بایرن‌مونیخ شد و برای دومین بار از سوی کیکر، در تیم منتخب هفته بوندس‌لیگا قرار گرفت.
- بایرن مونیخ ۲ - کایزرسلاوترن ۱ «مسابقات بوندسلیگا ۰۶–۲۰۰۵» آذر ۱۳۸۴:

با گذشت ۱۶ هفته از مسابقات بوندس‌لیگا؛ علی کریمی سومین پاس گل خود را ارسال کرد.
- بایرن مونیخ ۴ - راپید وین ۰ «مسابقات لیگ قهرمانان اروپا» آذر ۱۳۸۴:

علی کریمی با اولین حضور در مسابقات لیگ قهرمانان اروپا؛ گلزنی کرد تا تنها بازیکن ایرانی بایرن‌مونیخ باشد که در این مسابقات گل زده‌است.‏ با گلزنی مقابل راپیدوین، کریمی تنها لژیونر فوتبال ایران نام گرفت، که در اولین بازی لیگ قهرمانان اروپا گل زده‌است.
- بایرن مونیخ ۲ - بروسیا دورتموند ۱ «مسابقات بوندسلیگا ۰۶–۲۰۰۵» آذر ۱۳۸۴:

با گذشت ۱۷ هفته از مسابقات بوندس‌لیگا؛ علی کریمی دومین گل خود در مسابقات بوندس‌لیگا را به ثمر رساند.
- بایرن مونیخ ۱ - هانوفر ۱ «مسابقات بوندسلیگا ۰۶–۲۰۰۵» بهمن ۱۳۸۴:

علی کریمی با کسب نمره ۲٫۵ از مجله کیکر؛ به عنوان بهترین بازیکن بایرن مونیخ در هفته ۲۲ مسابقات بوندس‌لیگا، مقابل هانوفر شناخته شد.
- بایرن مونیخ ۱ - هامبورگ ۲ «مسابقات بوندسلیگا ۰۶–۲۰۰۵» اسفند ۱۳۸۴:

با گذشت ۲۴ هفته از مسابقات بوندس‌لیگا؛ علی کریمی مقابل هامبورگ مصدوم شد، و تمامی بازی‌های بایرن مونیخ تا پایان فصل را از دست داد. پس از این مسابقه؛ باشگاه بایرن قرارداد کریمی را، برای یک فصل دیگر تمدید کرد.
- بایرن مونیخ ۱ - بروسیا مونشن‌گلادباخ ۱ «مسابقات بوندسلیگا ۰۷–۲۰۰۶» اردیبهشت ۱۳۸۶:

علی کریمی با ارسال پاس گل، زمینه‌ساز تساوی بایرن مونیخ در این مسابقه شد.
- بایرن مونیخ ۵ - ماینتس ۲ «مسابقات بوندسلیگا ۰۷–۲۰۰۶» اردیبهشت ۱۳۸۶:

علی کریمی در آخرین بازی خود برای بایرن مونیخ (بازی ۴۲)، در آخرین هفته از مسابقات بوندس‌لیگا در فصل ۰۷–۲۰۰۶، گلزنی کرد و پس از مهمت شول؛ به‌طور مشترک با مارتین دمیکلیس با کسب نمره ۲٫۵ از مجله کیکر، به عنوان دومین بازیکن برتر بایرن شناخته شد.
- پرسپولیس ۲ - پگاه گیلان ۰ «لیگ برتر» مهر ۱۳۸۷:

علی کریمی پس از گذشت ۲۷۱۷ روز؛ در میان استقبال صدهزار نفری هوادارن پرسپولیس، برای این تیم به میدان رفت.‏

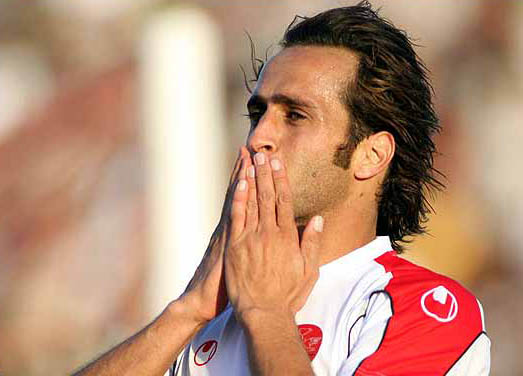
هت‌تریک علی کریمی مقابل ابومسلم / مهرماه ۱۳۸۷

- پرسپولیس ۱ - استقلال ۱ «دربی ۶۵» مهر ۱۳۸۷:

علی کریمی با گلزنی در دقایق پایانی، بازی را به تساوی کشاند.

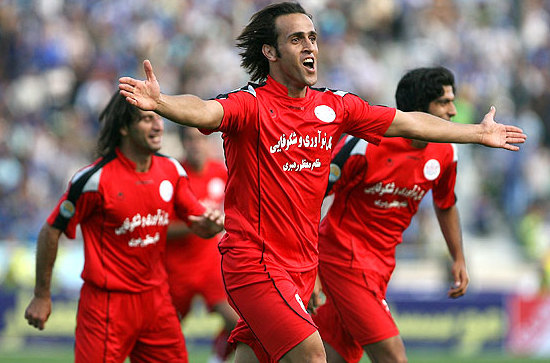
شادی پس از گلزنی به استقلال در دربی ۶۵ / پرسپولیس ۱ - استقلال ۱ / ۱۲ مهر ۱۳۸۷

- پرسپولیس ۳ - ابومسلم ۴ «لیگ برتر» مهر ۱۳۸۷:

علی کریمی برای نخستین بار در پرسپولیس هت‌تریک کرد.
- پرسپولیس ۱ - استقلال ۱ «دربی ۶۶» بهمن ۱۳۸۷:

علی کریمی با گرفتن پنالتی در دقایق پایانی؛ در نتیجه مساوی این مسابقه تأثیر گذار بود.
- استیل آذین ۲ - پرسپولیس ۱ «لیگ برتر» آبان ۱۳۸۸:

علی کریمی با ارسال ۲ پاس گل؛ نقش مهمی در برد استیل آذین مقابل تیم سابق خود ایفا کرد. پس از اخراج در دقایق پایانی این مسابقه، کریمی پیراهن پرسپولیس را به هواداران این تیم نشان داد.
- استیل آذین ۵ - استقلال ۴ «مرحله یک‌هشتم جام حذفی» اسفند ۱۳۸۸:

در حالی که استیل آذین با نتیجه ۴–۳ از استقلال عقب افتاده بود؛ علی کریمی در دقیقه ۸۵ با ضربه پنالتی چیپ بازی را به تساوی ۴–۴ کشاند و در پایان نیز تیم استیل آذین؛ با زدن گل پنجم، به مرحله بعدی این رقابت‌ها صعود کرد.
- پرسپولیس ۱ - الهلال عربستان ۱ «لیگ قهرمانان آسیا» اسفند ۱۳۹۰:

علی کریمی با زدن ضربه پنالتی چیپ، هشتمین گل آسیایی خود را برای پرسپولیس به ثمر رساند.
- پرسپولیس ۱ - الغرافه قطر ۱ «لیگ قهرمانان آسیا» فروردین ۱۳۹۱:

علی کریمی با گلزنی در این مسابقه؛ تعداد گل‌های خود برای پرسپولیس در مسابقات آسیایی را به عدد ۱۰ رساند، و به عنوان گلزن‌ترین هافبک تاریخ پرسپولیس در رقابت‌های آسیایی شناخته شد.
- پرسپولیس ۲ - فولاد خوزستان ۱ «لیگ برتر» اردیبهشت ۱۳۹۱:

علی کریمی با زدن گل در این مسابقه؛ تعداد گل‌های خود در یازدهمین دوره از رقابت‌های لیگ برتر را، به عدد ۱۲ رساند و به عنوان گلزن‌ترین هافبک لیگ شناخته شد. گل دیگر پرسپولیس در این مسابقه با ارسال کریمی به ثمر رسید؛ تا تعداد پاس گل‌های کریمی در این فصل از رقابت‌های لیگ برتر به عدد ۸ برسد.
- پرسپولیس ۲ - صنعت نفت آبادان ۲ «لیگ برتر» دی ۱۳۹۱:

علی کریمی در این مسابقه برای آخرین بار؛ در پرسپولیس گلزنی کرد، و تعداد گل‌های خود در این تیم را به عدد ۳۸ رساند.‏

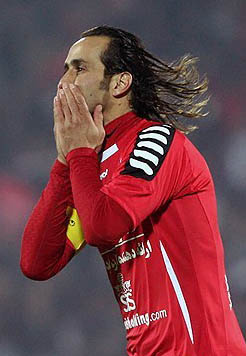
آخرین گل علی کریمی در پرسپولیس (گل ۳۸) / پرسپولیس ۲- صنعت نفت آبادان ۲ / لیگ برتر / دی ۱۳۹۱

- پرسپولیس ۲ - پیکان ۱ «لیگ برتر» فروردین ۱۳۹۲:

علی کریمی آخرین بازی در مسابقات لیگ برتر را برای پرسپولیس انجام داد.
- پرسپولیس ۲ - سپاهان ۴ «فینال جام حذفی» اردیبهشت ۱۳۹۲:

علی کریمی برای آخرین بار در ترکیب پرسپولیس به میدان رفت و تعداد بازی‌های رسمی خود در این تیم را به ۱۴۰ رساند. پرسپولیس در ضربات پنالتی با نتیجه ۴–۲ مغلوب سپاهان شد.
- تراکتورسازی ۳ - سایپا ۳ «لیگ برتر» دی ۱۳۹۲:

علی کریمی در این مسابقه آخرین گل دوران حضورش در فوتبال را به ثمر رساند (هفته ۲۲ مسابقات لیگ برتر).
- تراکتورسازی ۱ - فولاد خوزستان ۰ «نیمه نهایی جام حذفی» بهمن ۱۳۹۲:

علی کریمی با ارسال پاس گل؛ زمینه‌ساز پیروزی تراکتور، و صعود این تیم به دیدار فینال جام حذفی شد.
- تراکتورسازی ۳ - استقلال ۱ «هفته پایانی لیگ برتر» فروردین ۱۳۹۳:

علی کریمی برای آخرین بار در مسابقات لیگ برتر به میدان رفت و با ارسال یک پاس گل به عنوان بهترین بازیکن زمین شناخته شد.
- تراکتورسازی ۰ - الاتحاد عربستان ۲ «لیگ قهرمانان آسیا» فروردین ۱۳۹۳:

علی کریمی آخرین بازی دوران حضورش در فوتبال را انجام داد.‏‏

## مهم‌ترین بازی‌های ملی

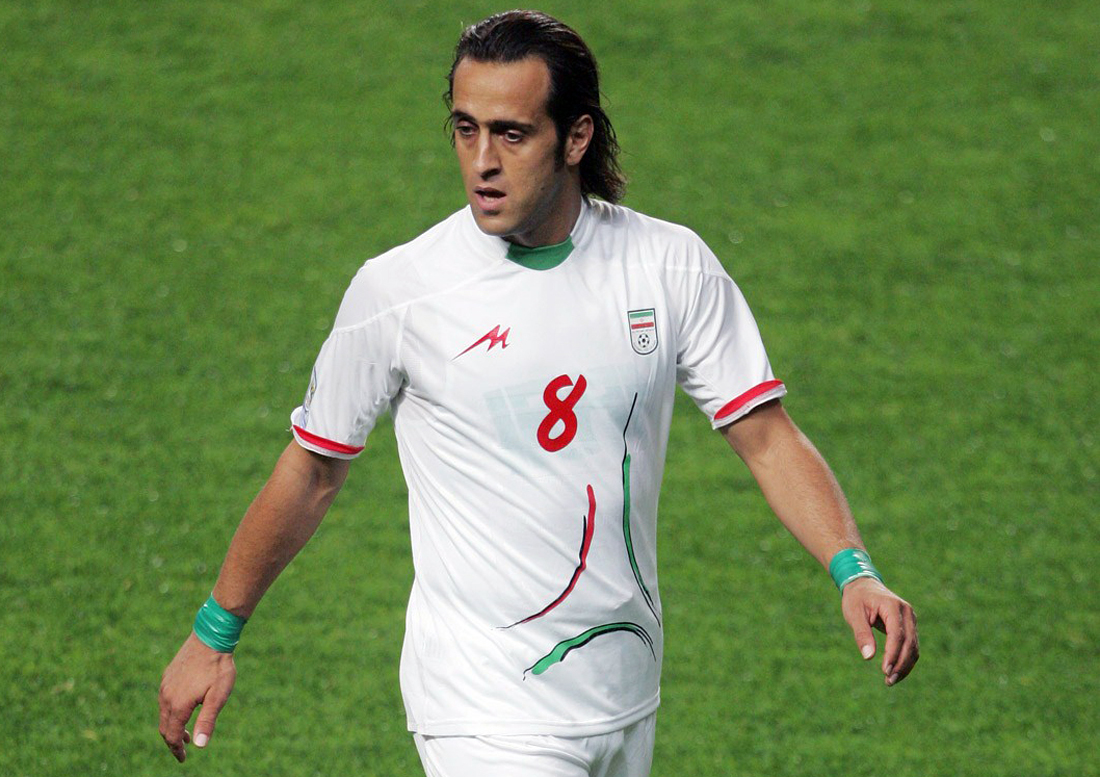
علی کریمی در بازی انتخابی جام جهانی ۲۰۱۰ مقابل کره جنوبی، ۲۷ خرداد ۱۳۸۸، ورزشگاه جام جهانی سئول

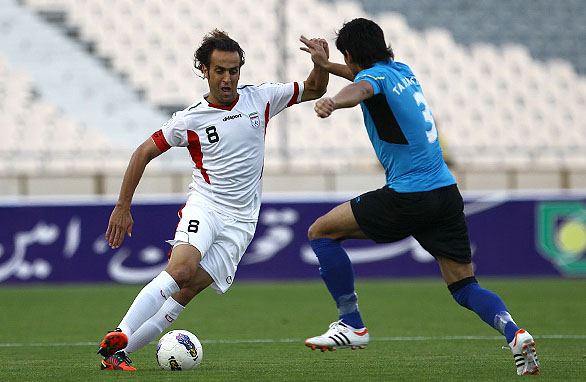
آخرین بازی علی کریمی در تیم ملی / ایران ۶ - تاجیکستان ۱ / ۱۶ آبان ۱۳۹۱

- ایران ۰ - کویت۳ «دوستانه» مهر ۱۳۷۷

علی کریمی برای نخستین بار؛ در حالی‌که ۱۹ سال و ۱۱ ماه سن داشت، برای تیم ملی به میدان رفت.‏
- ایران ۲ - کویت ۰ «فینال بازی‌های آسیایی ۱۹۹۸ بانکوک» آذر ۱۳۷۷

علی کریمی در فینال بازی‌های آسیایی ۱۹۹۸ بانکوک؛ برای نخستین بار در تیم ملی گلزنی کرد و به عنوان قهرمانی این رقابت‌ها دست پیدا کرد.‏
- امید ایران ۲ - امید ویتنام ۲ «تورنومنت دانهیل ویتنام» بهمن ۱۳۷۷

علی کریمی در اعتراض به اخراج علی انصاریان از سوی داور مسابقه (تورو کامیکاوا)، داور بازی را هل داد و دومین اخراجی تیم امید ایران در این مسابقه لقب گرفت. پس از هل دادن داور؛ با حکمی از سوی AFC، کریمی به مدت یک سال از انجام تمامی مسابقات فوتبال محروم شد.‏
- ایران ۳ - قزاقستان ۰ «بازی‌های غرب آسیا ۲۰۰۰» خرداد ۱۳۷۹

علی کریمی در این مسابقه ۲ بار گلزنی کرد و یک پاس گل ارسال کرد. کریمی در پایان تورنومنت نیز، به عنوان بهترین بازیکن مسابقات شناخته شد.
- ایران ۱۹ - گوام ۰ «مقدماتی جام جهانی ۲۰۰۲» آذر ۱۳۷۹

علی کریمی در پرگل‌ترین برد تاریخ فوتبال ایران، چهار گل به ثمر رساند.
- ایران ۴ - اسلواکی ۳ «دوستانه» مرداد ۱۳۸۰

تیم ملی ایران برای نخستین بار در طول تاریخ؛ در خاک یک کشور اروپایی، با هت‌تریک علی کریمی به پیروزی رسید. با هت‌تریک در مقابل اسلواکی؛ کریمی اولین بازیکن تاریخ فوتبال ایران لقب گرفت، که در برابر یک تیم اروپایی هت‌تریک کرده‌است.‏
- ایران ۲ - عراق ۱ «مقدماتی جام جهانی ۲۰۰۲ - بازی رفت» شهریور ۱۳۸۰

با گلزنی و پاس گل علی کریمی؛ تیم ملی ایران پس از ۳۸ سال در خاک عراق به پیروزی رسید.
- ایران ۲ - عراق ۱ «مقدماتی جام جهانی ۲۰۰۲ - بازی برگشت» مهر ۱۳۸۰

با گلزنی و پاس گل علی کریمی؛ تیم ملی ایران در بازی برگشت مقابل عراق نیز، به پیروزی رسید.
- ایران ۱ - تایلند ۰ «مقدماتی جام جهانی ۲۰۰۲» مهر ۱۳۸۰

علی کریمی با ارسال پاس گل؛ پایه‌گذار پیروزی تیم ملی، در این مسابقه بود.
- ایران ۳ - نیوزیلند ۰ «جام بین قاره‌ای آسیا-اقیانوسیه ۲۰۰۳» مهر ۱۳۸۲

علی کریمی در این مسابقه ۲ گل به ثمر رساند، و به عنوان بهترین بازیکن جام انتخاب شد.‏
- ایران ۳ - کره شمالی ۱ «انتخابی جام ملت‌های آسیا ۲۰۰۴» آبان ۱۳۸۲

علی کریمی در این مسابقه با زدن ۲ گل؛ پایه‌گذار اولین برد تاریخ فوتبال ایران، در خاک کره شمالی شد.
- ایران ۳ - تایلند ۰ «جام ملت‌های آسیا ۲۰۰۴» تیر ۱۳۸۳

علی کریمی با گرفتن یک پنالتی و ارسال یک پاس گل در این مسابقه پایه‌گذار پیروزی ایران بود.
- ایران ۲ - عمان ۲ «جام ملت‌های آسیا ۲۰۰۴» مرداد ۱۳۸۳

علی کریمی زننده گل اول ایران در این مسابقه بود.‏
- ایران ۰ - ژاپن ۰ «جام ملت‌های آسیا ۲۰۰۴» مرداد ۱۳۸۳

علی کریمی به عنوان بهترین بازیکن زمین شناخته شد.‏
- ایران ۴ - کره جنوبی ۳ «مرحله یک چهارم جام ملت‌های آسیا ۲۰۰۴» مرداد ۱۳۸۳

علی کریمی در این مسابقه هت‌تریک کرد؛ و برای دومین بار به عنوان بهترین بازیکن زمین، در این رقابت‌ها شناخته شد.‏
- ایران ۴ - بحرین ۲ «رده‌بندی جام ملت‌های آسیا ۲۰۰۴» مرداد ۱۳۸۳

علی کریمی در این مسابقه با زدن یک گل و گرفتن یک پنالتی؛ برای سومین بار به عنوان بهترین بازیکن زمین، در این رقابت‌ها شناخته شد.‏
- ایران ۳ - آ. اس. رم ۵ «دوستانه» شهریور ۱۳۸۳

عملکرد علی کریمی در این مسابقه موجب شد مورد توجه باشگاه‌های یوونتوس و آ. اس. رم قرار بگیرد. مدیر برنامه‌های کریمی پس از این مسابقه اعلام کرد: تیم‌های یوونتوس و آ. اس. رم به صورت تلفنی با او صحبت کرده‌اند اما او مذاکره را به پایان قرارداد کریمی با الاهلی، موکول کرده‌است.‏
- ایران ۰ - آلمان ۲ «دوستانه» مهر ۱۳۸۳

علی کریمی پس از ینس لمان؛ از سوی مجله کیکر آلمان به عنوان بهترین بازیکن این مسابقه شناخته شد و در فهرست خرید باشگاه بایرن مونیخ قرار گرفت.‏

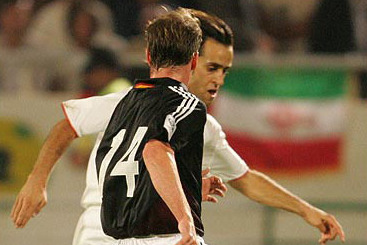
علی کریمی در بازی دوستانه ایران و آلمان / ۲۰۰۴

- ایران ۲ - ژاپن ۱ «مقدماتی جام جهانی ۲۰۰۶» فروردین ۱۳۸۴

علی کریمی با ارسال پاس گل زمینه‌ساز پیروی ایران مقابل ژاپن بود.
- ایران ۲ - کرواسی ۲ «دوستانه» خرداد ۱۳۸۵

با گلزنی در این مسابقه؛ کریمی با ۸ گل زده، رکورددار گلزنی به تیم‌های اروپایی، در بازی‌های ملی شد.
- ایران ۱ - مکزیک ۳ «جام جهانی ۲۰۰۶» خرداد ۱۳۸۵

برای نخستین بار در رقابت‌های جام جهانی برای تیم ملی ایران به میدان رفت

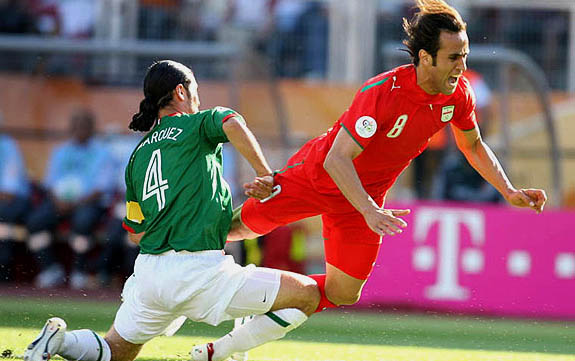
خطای رافائل مارکز کاپیتان تیم ملی مکزیک روی کریمی/ جام جهانی ۲۰۰۶

- ایران ۲ - ازبکستان ۱ «جام ملت‌های آسیا ۲۰۰۷» تیر ۱۳۸۶

علی کریمی برای صدمین بار؛ در ترکیب تیم ملی ایران به میدان رفت.
- ایران ۱ - امارات ۰ «انتخابی جام جهانی ۲۰۱۰» خرداد ۱۳۸۸

علی کریمی که در دوران مربیگری علی دایی از ترکیب تیم ملی کنار گذاشته شده بود؛ در این مسابقه گلزنی کرد، تا زننده گل ۲۰۰ تاریخ ایران در رقابت‌های انتخابی ادوار مختلف جام جهانی، باشد.
- ایران ۱ - کره جنوبی ۱ «انتخابی جام جهانی ۲۰۱۰» خرداد ۱۳۸۸

در این مسابقه علی کریمی به همراه چند بازیکن دیگر تیم ملی؛ به نشانه اعتراض به نتایج انتخابات ریاست جمهوری ۱۳۸۸، با مچ‌بند سبز در زمین مسابقه حاضر شدند. بعد از این مسابقه علی کریمی از تیم ملی خداحافظی کرد. با خداحافظی کریمی از تیم ملی، فیفا خواستار شفاف سازی فدراسیون فوتبال در مورد امکان فشار سیاسی برای این تصمیم شد.‏
- ایران ۲ - اردن ۲ «دوستانه» اسفند ۱۳۹۰

علی کریمی در این مسابقه برای آخرین بار؛ در تیم ملی گلزنی کرد، و تعداد گل‌های ملی خود را به عدد ۳۸ رساند.
- ایران ۶ - تاجیکستان ۱ «دوستانه» آبان ۱۳۹۱

در این مسابقه که آخرین حضور علی کریمی در تیم ملی به‌شمار می‌رفت؛ ۳ پاس گل ارسال کرد. با انجام این مسابقه؛ تعداد بازی‌های کریمی در تیم ملی، به عدد ۱۲۷ رسید.